# یواس‌آرسی اندرو جانسون
یواس‌آرسی اندرو جانسون (به انگلیسی: USRC Andrew Johnson) یک کشتی است که طول آن ۱۷۲ فوت (۵۲ متر) می‌باشد. این کشتی در سال ۱۸۶۵ ساخته شد.